# Поплацин
Поплацин (пол. Popłacin) — село в Польщі, у гміні Новий Дунінув Плоцького повіту Мазовецького воєводства.
Населення — 396 осіб (2011).
У 1975-1998 роках село належало до Плоцького воєводства.

## Демографія
Демографічна структура станом на 31 березня 2011 року:
|          | Загалом | Допрацездатний вік | Працездатний вік | Постпрацездатний вік |
| -------- | ------- | ------------------ | ---------------- | -------------------- |
| Чоловіки | 201     | 43                 | 139              | 19                   |
| Жінки    | 195     | 20                 | 136              | 39                   |
| Разом    | 396     | 63                 | 275              | 58                   |